# Miami (film 1924)
Miami è un film muto del 1924 diretto da Alan Crosland. Prodotto dalla Tilford, aveva come interpreti Betty Compson, Lawford Davidson, Hedda Hopper, J. Barney Sherry, Lucy Fox, Benjamin F. Finney Jr.

## Trama
Ragazza dell'età del jazz, Joan Bruce è la regina delle notti di Miami. Tra i suoi ammiratori, Ranson Tate, un tipo poco raccomandabile che ha lasciato la moglie, e Grant North, un giovanotto che la ignora finché non la salva dall'annegare. Ne salverà anche la reputazione, messa in pericolo dal losco Tate.

## Produzione
Il film fu prodotto dalla Tilford Cinema Corporation, una compagnia che operò solo nel 1924, producendo in tutto tre film, di cui Miami è il primo.

## Distribuzione
Il copyright del film, richiesto dalla Tilford Cinema Corp., fu registrato il 27 aprile 1924 con il numero LP20298.
Distribuito negli Stati Uniti dalla W.W. Hodkinson, uscì in sala il 27 aprile 1924. In Finlandia, fu distribuito il 15 marzo 1926.
Non si conoscono copie ancora esistenti della pellicola che viene considerata presumibilmente perduta.